# Tiro con l'arco alla XXX Universiade
Le gare di tiro con l'arco si sono svolte dal 10 al 13 luglio 2019. Le gare di qualificazione si sono disputate allo Stadio Partenio di Avellino, mentre le finali nella Reggia di Caserta.

## Podi

### Uomini
| Evento                             | Oro                                    | Argento                                     | Bronzo                                  |
| Individuale ricurvo (dettagli)     | Lee Woo-seok                           | Erdem Tsydypov                              | Yuta Ishii                              |
| Individuale compound (dettagli)    | Anton Bulaev                           | Muhammed Yetim                              | Kim Jong-ho                             |
| Gara a squadre ricurvo (dettagli)  | Russia Erdem Tsydypov Beligto Tsynguev | Taipei Cinese Tang Chih-chun Wei Chun-heng  | Stati Uniti Adam Heidt Matthew Zumbo    |
| Gara a squadre compound (dettagli) | Turchia Süleyman Araz Muhammed Yetim   | Iran Kiarash Farzan Mohammad Saleh Palizban | Messico Miguel Becerra Rodolfo González |

### Donne
| Evento                             | Oro                                       | Argento                                    | Bronzo                                     |
| Individuale ricurvo (dettagli)     | Kang Chae-young                           | Choi Mi-sun                                | Peng Chia-mao                              |
| Individuale compound (dettagli)    | Andrea Becerra                            | So Chae-won                                | Yeşim Bostan                               |
| Gara a squadre ricurvo (dettagli)  | Corea del Sud Choi Mi-sun Kang Chae-young | Russia Svetlana Gomboeva Valeria Mylnikova | Ucraina Iryna Khochyna Polina Rodionova    |
| Gara a squadre compound (dettagli) | Corea del Sud Kim Yun-hee So Chae-won     | Turchia Yeşim Bostan Gizem Elmaağaçlı      | Taipei Cinese Chen Yi-hsuan Lin Ming-ching |

### Misto
| Evento                             | Oro                                       | Argento                                    | Bronzo                                     |
| Gara a squadre ricurvo (dettagli)  | Taipei Cinese Peng Chia-mao Wei Chun-heng | Giappone Risa Horiguchi Yuta Ishii         | Ucraina Polina Rodionova Artem Ovchynnikov |
| Gara a squadre compound (dettagli) | Estonia Lisell Jäätma Robin Jäätma        | Taipei Cinese Chen Yi-hsuan Chen Chieh-lun | Corea del Sud So Chae-won Kim Jong-ho      |

## Medagliere
| Pos.   | Paese         |    |    |    | Totale |
| ------ | ------------- | -- | -- | -- | ------ |
| 1      | Corea del Sud | 4  | 2  | 2  | 8      |
| 2      | Russia        | 2  | 2  | 0  | 4      |
| 3      | Taipei Cinese | 1  | 2  | 2  | 5      |
| 4      | Turchia       | 1  | 2  | 1  | 4      |
| 5      | Messico       | 1  | 0  | 1  | 2      |
| 6      | Estonia       | 1  | 0  | 0  | 1      |
| 7      | Giappone      | 0  | 1  | 1  | 2      |
| 8      | Iran          | 0  | 1  | 0  | 1      |
| 9      | Ucraina       | 0  | 0  | 2  | 2      |
| 10     | Stati Uniti   | 0  | 0  | 1  | 1      |
| Totale | Totale        | 10 | 10 | 10 | 30     |